# Leichtathletik-Länderkampf der Männer 1954 BR Deutschland – Schweiz
| 5. Leichtathletik-Länderkampf mit bundesdeutscher Beteiligung 1954 | 5. Leichtathletik-Länderkampf mit bundesdeutscher Beteiligung 1954 |               |
| ------------------------------------------------------------------ | ------------------------------------------------------------------ | ------------- |
|                                                                    |                                                                    |               |
| Ländervergleich der Männer: BR Deutschland – Schweiz               |                                                                    |               |
| Austragungsort                                                     | Ludwigshafen                                                       |               |
| Wettbewerbe                                                        | 21                                                                 |               |
| Datum                                                              | 14./15. August 1954                                                |               |
| 1. FRG 2. CHE                                                      | 131 Punkte 092 Punkte                                              |               |
| Chronik                                                            |                                                                    |               |
| ← DNK-FRG Geher (M)                                                | FRG-SUI (F) →                                                      | FRG-SUI (F) → |

Im fünften Vergleich des Länderkampfjahres 1954 führten die Männer die vom Beginn der Geschichte mit deutschen Leichtathletik-Länderkämpfen im Jahr 1921 bis einschließlich 1938 geübte und ab 1951 wieder aufgenommene Tradition von alljährlichen Begegnungen mit der Schweiz weiter fort. In diesem Jahr fand das Aufeinandertreffen am 14./15. August in Ludwigshafen am Rhein statt. Es war der bereits 21. Vergleich der beiden Länder und gleichzeitig wurde wie im Vorjahr gemeinsam mit den Männern ein Länderkampf der Frauen am selben Ort gegen denselben Gegner durchgeführt.

## Wettbewerbe und Modus
Das Programm war mit 21 Disziplinen umfassend, die Veranstaltung wurde an zwei Tagen durchgeführt. Aus dem olympischen Wettbewerbskatalog fehlten nur der Marathonlauf und der Zehnkampf. Anstelle der beiden Gehdisziplinen wurde ein Gehwettbewerb über zehn Kilometer ausgetragen. Gewertet wurde in den Einzeldisziplinen nach dem Standardsystem, in den Staffeln mit fünf zu zwei Punkten.

## Ergebnis
Mit dem Rennen über 10.000 Meter, dem Stabhoch- und Dreisprung entschieden die Schweizer Sportler drei Disziplinen für sich. Die restlichen achtzehn Wettbewerbe gingen an die Bundesrepublik Deutschland, fünf davon mit Doppelsiegen. Wie in allen früheren Begegnungen mit der Schweiz lagen die bundesdeutschen Leichtathleten am Ende vorn, diesmal mit 131 zu 92 Punkten.

## Weitere Länderkämpfe am selben Wochenende
An diesem Wochenende fanden mit den Begegnungen gegen Luxemburg in Düdelingen und gegen die Niederlande in Hamm zwei weitere Länderkämpfe der Männer statt, die somit für diese Vergleich drei unterschiedliche Mannschaften stellen mussten. Alle drei Begegnungen wurden siegreich beendet. Die Frauen traten gemeinsam mit den Männern an diesem Wochenende gegen Schweiz und die Niederlande an. Auch sie entschieden ihre beiden parallelen Aufeinandertreffen mit zwei unterschiedlichen Teams jeweils für sich.

## Resultate

### 100 m
| Platz | Athlet           | Land | Zeit (s) |
| ----- | ---------------- | ---- | -------- |
| 1     | Heinz Fütterer   | FRG  | 10,6     |
| 2     | Leonhard Pohl    | FRG  | 10,7     |
| 3     | Hans Wehrli-Frei | CHE  | 10,9     |
| 4     | Campana          | CHE  | 11,1     |

Datum: 14. August

### 200 m
| Platz | Athlet             | Land | Zeit (s) |
| ----- | ------------------ | ---- | -------- |
| 1     | Peter Kraus        | FRG  | 21,8     |
| 2     | Hans Wehrli-Frei   | CHE  | 22,0     |
| 3     | Adolf Kluck        | FRG  | 22,1     |
| 4     | Willy Eichenberger | CHE  | 22,6     |

Datum: 15. August

### 400 m
| Platz | Athlet              | Land | Zeit (s) |
| ----- | ------------------- | ---- | -------- |
| 1     | Karl-Friedrich Haas | FRG  | 47,0     |
| 2     | Jean-Jacques Hegg   | CHE  | 48,4     |
| 3     | Heinz Ulzheimer     | FRG  | 49,5     |
| 4     | Ernst Vogel         | CHE  | 50,8     |

Datum: 14. August

### 800 m
| Platz | Athlet         | Land | Zeit (min) |
| ----- | -------------- | ---- | ---------- |
| 1     | Olaf Lawrenz   | FRG  | 1:50,5     |
| 2     | Edmund Brenner | FRG  | 1:50,8     |
| 3     | Josef Steger   | CHE  | 1:52,8     |
| 4     | Hugo Wallkamm  | CHE  | 1:54,6     |

Datum: 14. August

### 1500 m
| Platz | Athlet             | Land | Zeit (min) |
| ----- | ------------------ | ---- | ---------- |
| 1     | Hans Deutschländer | FRG  | 3:54,6     |
| 2     | August Sutter      | CHE  | 3:54,8     |
| 3     | Heinz Thoet        | CHE  | 3:55,2     |
| 4     | Claus Retiene      | FRG  | 3:55,8     |

Datum: 15. August

### 5000 m
| Platz | Athlet       | Land | Zeit (min) |
| ----- | ------------ | ---- | ---------- |
| 1     | Heinz Laufer | FRG  | 14:40,6    |
| 2     | Pierre Page  | CHE  | 14:40,6    |
| 3     | Fritz Hänsch | FRG  | 14:46,2    |
| 4     | Emsch        | CHE  | 15:30,6    |

Datum: 15. August

### 10.000 m
| Platz | Athlet              | Land | Zeit (min) |
| ----- | ------------------- | ---- | ---------- |
| 1     | Rudolf Morgenthaler | CHE  | 30:32,8    |
| 2     | Emil Schudel        | CHE  | 31:08,6    |
| 3     | Hermann Eberlein    | FRG  | 31:26,2    |
| 4     | Ludwig Eckel        | FRG  | 31:42,8    |

Datum: 14. August

### 110 m Hürden
| Platz | Athlet         | Land | Zeit (s) |
| ----- | -------------- | ---- | -------- |
| 1     | Bert Steines   | FRG  | 14,9     |
| 2     | Oliver Bernard | CHE  | 15,0     |
| 3     | Josef Kost     | CHE  | 15,1     |
| 4     | Erwin Meister  | FRG  | 15,2     |

Datum: 15. August

### 400 m Hürden
| Platz | Athlet           | Land | Zeit (s) |
| ----- | ---------------- | ---- | -------- |
| 1     | Kurt Bonah       | FRG  | 53,4     |
| 2     | Josef Kost       | CHE  | 53,5     |
| 3     | Wolfgang Fischer | FRG  | 53,7     |
| 4     | Karl Borgula     | CHE  | 56,0     |

Datum: 14. August

### 3000 m Hindernis
| Platz | Athlet           | Land | Zeit (min) |
| ----- | ---------------- | ---- | ---------- |
| 1     | Helmut Thumm     | FRG  | 8:56,6     |
| 2     | Stefan Lüpfert   | FRG  | 9:29,6     |
| 3     | Gottlieb Stäubli | CHE  | 9:38,8     |
| 4     | Arthur Huber     | CHE  | 9:43,4     |

Datum: 15. August

### 4 × 100 m Staffel
| Platz | Besetzung      | Land                                                    | Zeit (s) |
| ----- | -------------- | ------------------------------------------------------- | -------- |
| 1     | BR Deutschland | Heinz Fütterer Peter Kraus Leonhard Pohl Manfred Germar | 41,2     |
| 2     | Schweiz        | René Weber Willy Eichenberger Campana Hans Wehrli-Frei  | 42,0     |

Datum: 14. August

### 4 × 400 m Staffel
| Platz | Besetzung      | Land                                                        | Zeit (min) |
| ----- | -------------- | ----------------------------------------------------------- | ---------- |
| 1     | BR Deutschland | Kurt Bonah Olaf Lawrenz Heinz Ulzheimer Karl-Friedrich Haas | 3:14,3     |
| 2     | Schweiz        | René Weber Ernst Vogel Josef Steger Jean-Jacques Hegg       | 3:14,8     |

Datum: 15. August

### 10-km-Gehen
| Platz | Athlet          | Land | Höhe (m) |
| ----- | --------------- | ---- | -------- |
| 1     | Fritz Schwab    | CHE  | 47:39,6  |
| 2     | Claus Biethan   | FRG  | 47:58,4  |
| 3     | Meregalli       | CHE  | 50:33,4  |
| 4     | Alfred Schnabel | FRG  | 51:03,4  |

Datum: 15. August

### Hochsprung
| Platz | Athlet            | Land | Höhe (m) |
| ----- | ----------------- | ---- | -------- |
| 1     | Günther Theilmann | FRG  | 1,90     |
| 2     | Hans Wahli        | CHE  | 1,90     |
| 3     | Bernd Naumann     | FRG  | 1,80     |
| 4     | Wolfgang Weiss    | CHE  | 1,80     |

Datum: 15. August

### Stabhochsprung
| Platz | Athlet            | Land | Höhe (m) |
| ----- | ----------------- | ---- | -------- |
| 1     | Walter Hofstetter | CHE  | 3,90     |
| 2     | Julius Schneider  | FRG  | 3,90     |
| 3     | Bessert           | CHE  | 3,80     |
| 4     | Wigo Biffart      | FRG  | 3,60     |

Datum: 14. August

### Weitsprung
| Platz | Athlet            | Land | Weite (m) |
| ----- | ----------------- | ---- | --------- |
| 1     | Fritz Gleim       | FRG  | 7,14      |
| 2     | Jules Naser       | CHE  | 7,03      |
| 3     | Hanspeter Bichsel | CHE  | 6,85      |
| 4     | Dietrich Richter  | FRG  | 6,49      |

Datum: 15. August

### Dreisprung
| Platz | Athlet              | Land | Weite (m) |
| ----- | ------------------- | ---- | --------- |
| 1     | Fritz Portmann      | CHE  | 14,59     |
| 2     | Theo Strohschnieder | FRG  | 14,32     |
| 3     | Erwin Müller        | CHE  | 14,16     |
| 4     | Herbert Pfeffer     | FRG  | 13,77     |

Datum: 14. August

### Kugelstoßen
| Platz | Athlet        | Land | Weite (m) |
| ----- | ------------- | ---- | --------- |
| 1     | Josef Klik    | FRG  | 14,80     |
| 2     | Willy Senn    | CHE  | 14,67     |
| 3     | Werner Eckert | FRG  | 14,53     |
| 4     | Edy Hubacher  | CHE  | 14,38     |

Datum: 15. August

### Diskuswurf
| Platz | Athlet            | Land | Weite (m) |
| ----- | ----------------- | ---- | --------- |
| 1     | Karl Oweger       | FRG  | 49,19     |
| 2     | Oskar Häfliger    | CHE  | 44,73     |
| 3     | Mathias Mehr      | CHE  | 43,71     |
| 4     | Gerhard Hilbrecht | FRG  | 42,91     |

Datum: 14. August

### Hammerwurf
| Platz | Athlet        | Land | Weite (m) |
| ----- | ------------- | ---- | --------- |
| 1     | Karl Storch   | FRG  | 57,77     |
| 2     | Hugo Ziermann | FRG  | 56,19     |
| 3     | Roger Veeser  | CHE  | 50,89     |
| 4     | Josef Hirsch  | CHE  | 50,35     |

Datum: 14. August

### Speerwurf
| Platz | Athlet         | Land | Weite (m) |
| ----- | -------------- | ---- | --------- |
| 1     | Emil Sick      | FRG  | 64,48     |
| 2     | Gerhard Keller | FRG  | 62,04     |
| 3     | Albert Brunner | CHE  | 55,60     |
| 4     | Jenni          | CHE  | 55,00     |

Datum: 15. August